# Liga Femenina de Baloncesto
Die Liga Femenina de Baloncesto (kurz LFB) ist die höchste Liga im spanischen Frauen-Basketball. Sie wurde 1964 ins Leben gerufen, untersteht der Federación Española de Baloncesto und ermittelt den Meister jeder Saison.

## Modus
Die Liga Femenina de Baloncesto wird in zwei Phasen ausgespielt. Die erste ist ein Rundenturnier bei dem jede Mannschaft gegen alle anderen Teilnehmer ein Hin- und Rückspiel bestreitet. Für einen Sieg gibt es zwei Punkte, für eine Niederlage einen. Sollten zwei oder mehr Mannschaften am Ende des Grunddurchganges dieselbe Anzahl an Punkten haben, so entscheiden (in dieser Reihenfolge) die direkten Duelle, das Korbverhältnis bzw. die höhere Anzahl erzielter Punkte.
Nach Beendigung des Rundenturniers qualifizieren sich die besten vier Mannschaften für das Play-off. Dabei spielen jeweils der Erstplatzierte gegen den Vierten und der Zweitplatzierte gegen den Dritten. Sowohl das Halbfinale als auch das Finale werden im „Best-of-Three“ Modus ausgespielt, wobei die im Grunddurchgang besser platzierte Mannschaft im ersten und, falls notwendig, dritten Spiel Heimvorteil genießt. Der Gewinner der Endspielserie ist spanischer Meister.
Der Letztplatzierte des Grunddurchganges steigt in die zweitklassige Liga Femenina 2 (kurz LF-2) ab.
Die Platzierungen in der Liga Femenina de Baloncesto dienen darüber hinaus dazu, die spanischen Teilnehmer an den internationalen Bewerben EuroLeague und EuroCup zu ermitteln.

## Mannschaften 2014/15
In der Saison 2014/15 spielen folgende Mannschaften in der spanischen Liga Femenina:
| Klub                       | Stadt                      | Stadion                                    | Plätze |
| -------------------------- | -------------------------- | ------------------------------------------ | ------ |
| CB Al-Qázeres (Aufsteiger) | Cáceres                    | Pabellón Municipal Juan Serrano Macayo     | 2400   |
| CB Alcobendas (Aufsteiger) | Alcobendas                 | Pabellón Municipal Antela Parada           | 500    |
| CB Avenida                 | Salamanca                  | Pabellón Würzburg                          | 2400   |
| CB Bembibre                | Bembibre                   | Bembibre Arena                             | 1500   |
| CB Ciudad de Burgos        | Burgos                     | Polideportivo Municipal El Plantío         | 2500   |
| CB Conquero                | Huelva                     | Polideportivo Andrés Estrada               | 3500   |
| Gernika KESB (Aufsteiger)  | Gernika                    | Polideportivo Maloste                      |        |
| CD Ibaeta                  | Donostia-San Sebastián     | Polideportivo Municipal José Antonio Gasca | 2500   |
| CB Islas Canarias          | Las Palmas de Gran Canaria | Pabellón La Paterna                        | 1000   |
| CDB Rivas (Meister)        | Rivas-Vaciamadrid          | Pabellón Cerro del Telégrafo               | 2000   |
| AE Sedis Bàsquet           | La Seu d’Urgell            | Palau Municipal d’Esports                  |        |
| Stadium Casablanca         | Saragossa                  | Pabellón Polideportivo Eduardo Lastrada    |        |
| Uni Girona CB              | Girona                     | Pavelló Municipal Girona-Fontajau          | 5500   |
| CD Zamarat                 | Zamora                     | Pabellón Municipal Ángel Nieto             | 2000   |

## Liste der Meister
| Jahr    | Meister                    |
| ------- | -------------------------- |
| 1963/64 | CREFF Madrid               |
| 1964/65 | CREFF Madrid               |
| 1965/66 | Medina La Coruña           |
| 1966/67 | CREFF Madrid               |
| 1967/68 | CREFF Madrid               |
| 1968/69 | CREFF Madrid               |
| 1969/70 | CREFF Madrid               |
| 1970/71 | CREFF Madrid               |
| 1971/72 | CE Mataró                  |
| 1972/73 | CE Mataró                  |
| 1973/74 | CE Mataró                  |
| 1974/75 | Picadero Jockey Club       |
| 1975/76 | Picadero Jockey Club       |
| 1976/77 | Real Club Celta Baloncesto |

| Jahr    | Meister                    |
| ------- | -------------------------- |
| 1977/78 | Picadero Jockey Club       |
| 1978/79 | Real Club Celta Baloncesto |
| 1979/80 | Picadero Jockey Club       |
| 1980/81 | Picadero Jockey Club       |
| 1981/82 | Real Club Celta Baloncesto |
| 1982/83 | Picadero Jockey Club       |
| 1983/84 | Real Canoe NC              |
| 1984/85 | Real Canoe NC              |
| 1985/86 | Real Canoe NC              |
| 1986/87 | CB Tortosa                 |
| 1987/88 | CB Tortosa                 |
| 1988/89 | CB Tortosa                 |
| 1989/90 | El Masnou Basquetbol       |
| 1990/91 | Bàsquet Godella            |

| Jahr      | Meister                       |
| --------- | ----------------------------- |
| 1991/92   | Bàsquet Godella               |
| 1992/93   | Bàsquet Godella               |
| 1993/94   | Bàsquet Godella               |
| 1994/95   | Bàsquet Godella               |
| 1995/96   | Bàsquet Godella               |
| 1996/97   | Pool Getafe                   |
| 1997/98   | Pool Getafe                   |
| 1998/99   | Real Club Celta Baloncesto    |
| 1999/2000 | Real Club Celta Baloncesto    |
| 2000/01   | Ros Casares Valencia          |
| 2001/02   | Ros Casares Valencia          |
| 2002/03   | CBF Universitari de Barcelona |
| 2003/04   | Ros Casares Valencia          |
| 2004/05   | CBF Universitari de Barcelona |

| Jahr    | Meister              |
| ------- | -------------------- |
| 2005/06 | CB Avenida           |
| 2006/07 | Ros Casares Valencia |
| 2007/08 | Ros Casares Valencia |
| 2008/09 | Ros Casares Valencia |
| 2009/10 | Ros Casares Valencia |
| 2010/11 | CB Avenida           |
| 2011/12 | Ros Casares Valencia |
| 2012/13 | CB Avenida           |
| 2013/14 | CDB Rivas            |
| 2014/15 | Uni Girona CB        |
| 2015/16 | CB Avenida           |
| 2016/17 | CB Avenida           |
| 2017/18 | CB Avenida           |
| 2018/19 | Uni Girona CB        |

### Titel nach Klub
| Klub                                   | Titel | Meisterjahre |
| -------------------------------------- | ----- | --- |
| Ros Casares Valencia / Bàsquet Godella | 14    | 1990/91, 1991/92, 1992/93, 1993/94, 1994/95, 1995/96, 2000/01, 2001/02, 2003/04, 2006/07, 2007/08, 2008/09, 2009/10, 2011/12 |
| CREFF Madrid                           | 7     | 1963/64, 1964/65, 1966/67, 1967/68, 1968/69, 1969/70, 1970/71                                                                |
| Picadero Jockey Club                   | 6     | 1974/75, 1975/76, 1977/78, 1979/80, 1980/81, 1982/83                                                                         |
| CB Avenida                             | 6     | 2005/06, 2010/11, 2012/13, 2015/16, 2016/17, 2017/18                                                                         |
| Real Club Celta Baloncesto             | 5     | 1976/77, 1978/79, 1981/82 1998/99, 1999/2000                                                                                 |
| CE Mataró                              | 3     | 1971/72, 1972/73, 1973/74 |
| Real Canoe NC                          | 3     | 1983/84, 1984/85, 1985/86 |
| CB Tortosa                             | 3     | 1986/87, 1987/88, 1988/89 |
| Pool Getafe                            | 2     | 1996/97, 1997/98 |
| CBF Universitari de Barcelona          | 2     | 2002/03, 2004/05 |
| Uni Girona CB                          | 2     | 2014/15, 2018/19 |
| CDB Rivas                              | 1     | 2013/14 |
| El Masnou Basquetbol                   | 1     | 1989/90 |
| Medina La Coruña                       | 1     | 1965/66 |